# Derrick Favors
Derrick Bernard Favors (Atlanta, Georgia, 15. srpnja 1991.) američki je profesionalni košarkaš. Igra na poziciji krilnog centra, a trenutačno je član NBA momčadi New Jersey Netsa. Izabran je u 1. krugu (3. ukupno) NBA drafta 2010. od strane istoimene momčadi.

## Srednja škola
Pohađao je srednju školu South Atlanta High School te je, od samih početaka, prozvan jednim od najboljih krilnih igrača svoje generacije. U sezoni 2008./09. Favors je predvodio svoju momčad do osvajanja Georgia Class AAA državnog prvenstva te je u finalnoj utakmici natjecanja, protiv srednje škole Westover High School, postigao 38 poena i 21 skok. Krajem sezone izabran je na McDonald's All-American utakmicu te je, s 19 poena i 8 skokova, predvodio Istok do pobjede 113:110. Nakon utakmice, Favors je imenovan najkorisnijim igračem susreta. Također je i izabran za sudjelovanje na Jordan Brand Classic utakmici, održanoj u Madison Square Gardenu, te je, s 21 postignutim poenom, imenovan najkorisnijim igračem utakmice. Četvrtu, senior, godinu poahađanja, Favors je završio s prosjekom od 28,1 poena, 13,3 skokova, 2 asistencije, 5 blokada i 3 ukradene lopte po utakmici.

## Sveučilište
Nakon srednje škole Favors se odlučio na pohađanje sveučilišta Georgia Tech. Kako je momčad Yellow Jacketsa u svojoj momčadi već imala nekoliko visokih igrača, Favors je češće korišten u rotaciji nego u startnoj petorci. Tijekom ACC prvenstva, Favors je prosječno postizao 11,8 poena i 8,7 skokova, a tijekom ACC doigravanja, prosječno je postizao 17 poena, 9,8 skokova i 3 blokade po utakmici. Na kraju sezone, Favors je imenovan ACC Novakom godine te je uvršten u ACC All-Freshman prvu petorku. Nakon završetka prve godine sveučilišta, Favors se odlučio prijaviti na NBA draft.

## NBA karijera
Izabran je kao 3. izbor NBA drafta 2010. od strane New Jersey Netsa.

## Vanjske poveznice
- Profil na sveučilištu Georgia Tech
- Profil na NBA Draft.net
- Profil na ESPN.com